# The Women's Tour 2018
La 5e édition de The Women's Tour a lieu du 13 au 17 juin 2018. Il s'agit de la treizième épreuve de l'UCI World Tour féminin 2018. 
Malgré un parcours plus difficile que les années précédentes et des attaques répétées de Danielle Rowe, Katarzyna Niewiadoma et Elisa Longo Borghini notamment, toutes les étapes se concluent au sprint. Jolien D'Hoore remporte la première étape. Le lendemain, la côte placée dix kilomètres de l'arrivée provoque une sélection dans le peloton. Coryn Rivera gagne le sprint et s'empare du la tête du classement général. La troisième étape est remportée par Sarah Roy, la quatrième par Amalie Dideriksen et la dernière par Lotta Lepistö. Coryn Rivera est lauréate du classement général et du classement des sprints. Marianne Vos est deuxième du classement général et vainqueur du classement par points. Danielle Rowe est troisième de la course et meilleure Britannique. Ces places de deuxième et troisième permettent à la formation WaowDeals de s'imposer au classement par équipes. Enfin, Elisa Longo Borghini est la meilleure grimpeuse.

## Équipes
| Équipes féminines professionnelles (17)- Alé Cipollini - Boels Dolmans - BTC City Ljubljana - Canyon-SRAM Racing - Cervélo Bigla - Cylance - FDJ-Nouvelle Aquitaine-Futuroscope - Hitec Products-Birk Sport - Mitchelton-Scott - Storey Racing - Sunweb - Trek-Drops - Valcar PBM - Virtu - WaowDeals - Wiggle High5 - WNT-Rotor Pro Cycling |
| |

## Étapes
| Étape     | Date    | Villes étapes                     | type            | Distance (km) | Vainqueur d'étape | Leader du classement général |
| --------- | ------- | --------------------------------- | --------------- | ------------- | ----------------- | ---------------------------- |
| 1re étape | 13 juin | Framlingham – Southwold           | étape de plaine | 130           | Jolien D'Hoore    | Jolien D'Hoore               |
| 2e étape  | 14 juin | Rushden – Daventry                | étape de plaine | 145           | Coryn Rivera      | Coryn Rivera                 |
| 3e étape  | 15 juin | Atherstone – Royal Leamington Spa | étape de plaine | 151           | Sarah Roy         | Coryn Rivera                 |
| 4e étape  | 16 juin | Evesham – Worcester               | étape de plaine | 130           | Amalie Dideriksen | Coryn Rivera                 |
| 5e étape  | 17 juin | Dolgellau – Colwyn Bay            | étape de plaine | 122           | Lotta Lepistö     | Coryn Rivera                 |

## Favorites
La plupart des meilleures sprinteuses mondiales sont présentes au départ : Jolien D'Hoore, Kirsten Wild, Marianne Vos, Roxane Fournier, Chantal Blaak, Christine Majerus, Amalie Dideriksen, Chloe Hosking, Marta Bastianelli et Coryn Rivera. La vainqueur sortante Katarzyna Niewiadoma est également là,.

## Déroulement de la course

### 1reétape
L'étape est très plate. Christine Majerus s'adjuge le premier prix des monts devant Elisa Longo Borghini. Coryn Rivera remporte le sprint intermédiaire. Susanne Andersen attaque durant l'étape. Des chutes émaillent l'étape. En fin de parcours, Lisa Brennauer puis Kirsten Wild chutent entre autres. Dans l'emballage, Jolien D'Hoore se montre la plus rapide. Elle revient alors d'une blessure à la clavicule,,. 
| \| Classement de l'étape \| Classement de l'étape \| Classement de l'étape \| Classement de l'étape \| Classement de l'étape \| \| Coureuse \| Coureuse \| Pays \| Équipe \| Temps \| \| --------------------- \| --------------------- \| --------------------- \| ---------------------------------- \| --------------------- \| \| 1re \| Jolien D'Hoore \| Belgique \| Mitchelton-Scott \| 3 h 14 min 39 s \| \| 2e \| Marta Bastianelli \| Italie \| Alé Cipollini \| + 0 s \| \| 3e \| Coryn Rivera \| États-Unis \| Sunweb \| + 0 s \| \| 4e \| Giorgia Bronzini \| Italie \| Cylance \| + 0 s \| \| 5e \| Amalie Dideriksen \| Danemark \| Boels Dolmans \| + 0 s \| \| 6e \| Marianne Vos \| Pays-Bas \| WaowDeals \| + 0 s \| \| 7e \| Roxane Fournier \| France \| FDJ-Nouvelle Aquitaine-Futuroscope \| + 0 s \| \| 8e \| Kirsten Wild \| Pays-Bas \| Wiggle High5 \| + 0 s \| \| 9e \| Hannah Barnes \| Royaume-Uni \| Canyon-SRAM Racing \| + 0 s \| \| 10e \| Barbara Guarischi \| Italie \| Virtu Cycling Women \| + 0 s \| |                   |             |                                    |                 |
| |                   |             |                                    |                 |
| Source : ProCyclingStats |                   |             |                                    |                 |
| Classement de l'étape |                   |             |                                    |                 |
| Coureuse | Coureuse          | Pays        | Équipe                             | Temps           |
| 1re | Jolien D'Hoore    | Belgique    | Mitchelton-Scott                   | 3 h 14 min 39 s |
| 2e | Marta Bastianelli | Italie      | Alé Cipollini                      | + 0 s           |
| 3e | Coryn Rivera      | États-Unis  | Sunweb                             | + 0 s           |
| 4e | Giorgia Bronzini  | Italie      | Cylance                            | + 0 s           |
| 5e | Amalie Dideriksen | Danemark    | Boels Dolmans                      | + 0 s           |
| 6e | Marianne Vos      | Pays-Bas    | WaowDeals                          | + 0 s           |
| 7e | Roxane Fournier   | France      | FDJ-Nouvelle Aquitaine-Futuroscope | + 0 s           |
| 8e | Kirsten Wild      | Pays-Bas    | Wiggle High5                       | + 0 s           |
| 9e | Hannah Barnes     | Royaume-Uni | Canyon-SRAM Racing                 | + 0 s           |
| 10e | Barbara Guarischi | Italie      | Virtu Cycling Women                | + 0 s           |

| \| Classement général \| Classement général \| Classement général \| Classement général \| Classement général \| \| Coureuse \| Coureuse \| Pays \| Équipe \| Temps \| \| ------------------ \| ------------------ \| ------------------ \| ---------------------------------- \| ------------------ \| \| 1re \| Jolien D'Hoore \| Belgique \| Mitchelton-Scott \| 3 h 14 min 29 s \| \| 2e \| Coryn Rivera \| États-Unis \| Sunweb \| + 2 s \| \| 3e \| Marta Bastianelli \| Italie \| Alé Cipollini \| + 4 s \| \| 4e \| Amy Pieters \| Pays-Bas \| Boels Dolmans \| + 5 s \| \| 5e \| Danielle Rowe \| Royaume-Uni \| WaowDeals \| + 8 s \| \| 6e \| Chloe Hosking \| Australie \| Alé Cipollini \| + 9 s \| \| 7e \| Giorgia Bronzini \| Italie \| Cylance \| + 10 s \| \| 8e \| Amalie Dideriksen \| Danemark \| Boels Dolmans \| + 10 s \| \| 9e \| Marianne Vos \| Pays-Bas \| WaowDeals \| + 10 s \| \| 10e \| Roxane Fournier \| France \| FDJ-Nouvelle Aquitaine-Futuroscope \| + 10 s \| |                   |             |                                    |                 |
| |                   |             |                                    |                 |
| Source : ProCyclingStats |                   |             |                                    |                 |
| Classement général |                   |             |                                    |                 |
| Coureuse | Coureuse          | Pays        | Équipe                             | Temps           |
| 1re | Jolien D'Hoore    | Belgique    | Mitchelton-Scott                   | 3 h 14 min 29 s |
| 2e | Coryn Rivera      | États-Unis  | Sunweb                             | + 2 s           |
| 3e | Marta Bastianelli | Italie      | Alé Cipollini                      | + 4 s           |
| 4e | Amy Pieters       | Pays-Bas    | Boels Dolmans                      | + 5 s           |
| 5e | Danielle Rowe     | Royaume-Uni | WaowDeals                          | + 8 s           |
| 6e | Chloe Hosking     | Australie   | Alé Cipollini                      | + 9 s           |
| 7e | Giorgia Bronzini  | Italie      | Cylance                            | + 10 s          |
| 8e | Amalie Dideriksen | Danemark    | Boels Dolmans                      | + 10 s          |
| 9e | Marianne Vos      | Pays-Bas    | WaowDeals                          | + 10 s          |
| 10e | Roxane Fournier   | France      | FDJ-Nouvelle Aquitaine-Futuroscope | + 10 s          |

### 2eétape

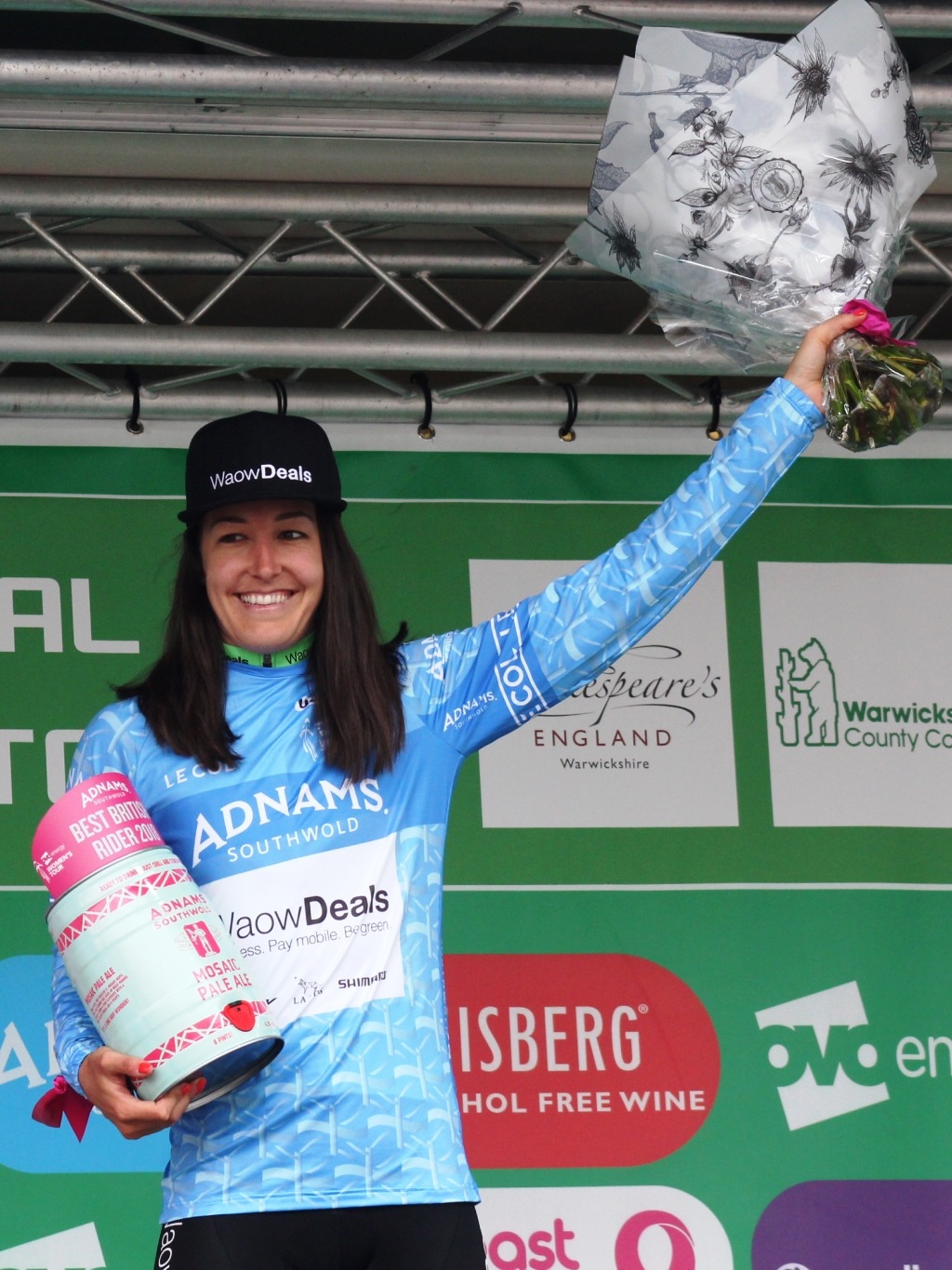
Danielle Rowe anime la deuxième étape

Coryn Rivera gagne le premier sprint intermédiaire. Le second est remporté par Danielle Rowe. Maaike Boogaard sort du peloton en début d'étape. Elle est reprise peu avant le final après environ soixante-dix kilomètres d'échappée. Deux côtes ponctuent la fin de parcours : la Weedon Hill et la Newnham Hill. Dans cette dernière, Katarzyna Niewiadoma, Elisa Longo Borghini passent à l'offensive. Marianne Vos et Danielle Rowe les rejoignent dans la descente. Elles sont néanmoins reprises dans le dernier tour de circuit. À trois kilomètres de l'arrviée, une côte en fin de parcours crée une sélection dans le peloton. Elisa Longo Borghini attaque mais est reprise. Dans la dernière ligne droite, Marianne Vos lance le sprint mais est remontée par Coryn Rivera dans les derniers mètre. Son lancer de vélo lui donne la victoire. L'Américaine s'empare de la tête du classement général,,.
| \| Classement de l'étape \| Classement de l'étape \| Classement de l'étape \| Classement de l'étape \| Classement de l'étape \| \| Coureuse \| Coureuse \| Pays \| Équipe \| Temps \| \| --------------------- \| ------------------------- \| --------------------- \| --------------------- \| --------------------- \| \| 1re \| Coryn Rivera \| États-Unis \| Sunweb \| 4 h 08 min 06 s \| \| 2e \| Marianne Vos \| Pays-Bas \| WaowDeals \| + 0 s \| \| 3e \| Christine Majerus \| Luxembourg \| Boels Dolmans \| + 0 s \| \| 4e \| Danielle Rowe \| Royaume-Uni \| WaowDeals \| + 0 s \| \| 5e \| Gracie Elvin \| Australie \| Mitchelton-Scott \| + 0 s \| \| 6e \| Pauline Ferrand-Prévot \| France \| Canyon-SRAM Racing \| + 0 s \| \| 7e \| Maria Giulia Confalonieri \| Italie \| Valcar PBM \| + 0 s \| \| 8e \| Eugenia Bujak \| Slovénie \| BTC City Ljubljana \| + 0 s \| \| 9e \| Eva Buurman \| Pays-Bas \| Trek-Drops \| + 0 s \| \| 10e \| Elisa Longo Borghini \| Italie \| Wiggle High5 \| + 0 s \| |                           |             |                    |                 |
| |                           |             |                    |                 |
| Source : ProCyclingStats |                           |             |                    |                 |
| Classement de l'étape |                           |             |                    |                 |
| Coureuse | Coureuse                  | Pays        | Équipe             | Temps           |
| 1re | Coryn Rivera              | États-Unis  | Sunweb             | 4 h 08 min 06 s |
| 2e | Marianne Vos              | Pays-Bas    | WaowDeals          | + 0 s           |
| 3e | Christine Majerus         | Luxembourg  | Boels Dolmans      | + 0 s           |
| 4e | Danielle Rowe             | Royaume-Uni | WaowDeals          | + 0 s           |
| 5e | Gracie Elvin              | Australie   | Mitchelton-Scott   | + 0 s           |
| 6e | Pauline Ferrand-Prévot    | France      | Canyon-SRAM Racing | + 0 s           |
| 7e | Maria Giulia Confalonieri | Italie      | Valcar PBM         | + 0 s           |
| 8e | Eugenia Bujak             | Slovénie    | BTC City Ljubljana | + 0 s           |
| 9e | Eva Buurman               | Pays-Bas    | Trek-Drops         | + 0 s           |
| 10e | Elisa Longo Borghini      | Italie      | Wiggle High5       | + 0 s           |

| \| Classement général \| Classement général \| Classement général \| Classement général \| Classement général \| \| Coureuse \| Coureuse \| Pays \| Équipe \| Temps \| \| ------------------ \| ------------------------- \| ------------------ \| ------------------ \| ------------------ \| \| 1re \| Coryn Rivera \| États-Unis \| Sunweb \| 7 h 22 min 22 s \| \| 2e \| Danielle Rowe \| Royaume-Uni \| WaowDeals \| + 15 s \| \| 3e \| Marianne Vos \| Pays-Bas \| WaowDeals \| + 16 s \| \| 4e \| Amy Pieters \| Pays-Bas \| Boels Dolmans \| + 17 s \| \| 5e \| Christine Majerus \| Luxembourg \| Boels Dolmans \| + 19 s \| \| 6e \| Elisa Longo Borghini \| Italie \| Wiggle High5 \| + 21 s \| \| 7e \| Eugenia Bujak \| Slovénie \| BTC City Ljubljana \| + 23 s \| \| 8e \| Eva Buurman \| Pays-Bas \| Trek-Drops \| + 23 s \| \| 9e \| Maria Giulia Confalonieri \| Italie \| Valcar PBM \| + 23 s \| \| 10e \| Pauline Ferrand-Prévot \| France \| Canyon-SRAM Racing \| + 23 s \| |                           |             |                    |                 |
| |                           |             |                    |                 |
| Source : ProCyclingStats |                           |             |                    |                 |
| Classement général |                           |             |                    |                 |
| Coureuse | Coureuse                  | Pays        | Équipe             | Temps           |
| 1re | Coryn Rivera              | États-Unis  | Sunweb             | 7 h 22 min 22 s |
| 2e | Danielle Rowe             | Royaume-Uni | WaowDeals          | + 15 s          |
| 3e | Marianne Vos              | Pays-Bas    | WaowDeals          | + 16 s          |
| 4e | Amy Pieters               | Pays-Bas    | Boels Dolmans      | + 17 s          |
| 5e | Christine Majerus         | Luxembourg  | Boels Dolmans      | + 19 s          |
| 6e | Elisa Longo Borghini      | Italie      | Wiggle High5       | + 21 s          |
| 7e | Eugenia Bujak             | Slovénie    | BTC City Ljubljana | + 23 s          |
| 8e | Eva Buurman               | Pays-Bas    | Trek-Drops         | + 23 s          |
| 9e | Maria Giulia Confalonieri | Italie      | Valcar PBM         | + 23 s          |
| 10e | Pauline Ferrand-Prévot    | France      | Canyon-SRAM Racing | + 23 s          |

### 3eétape

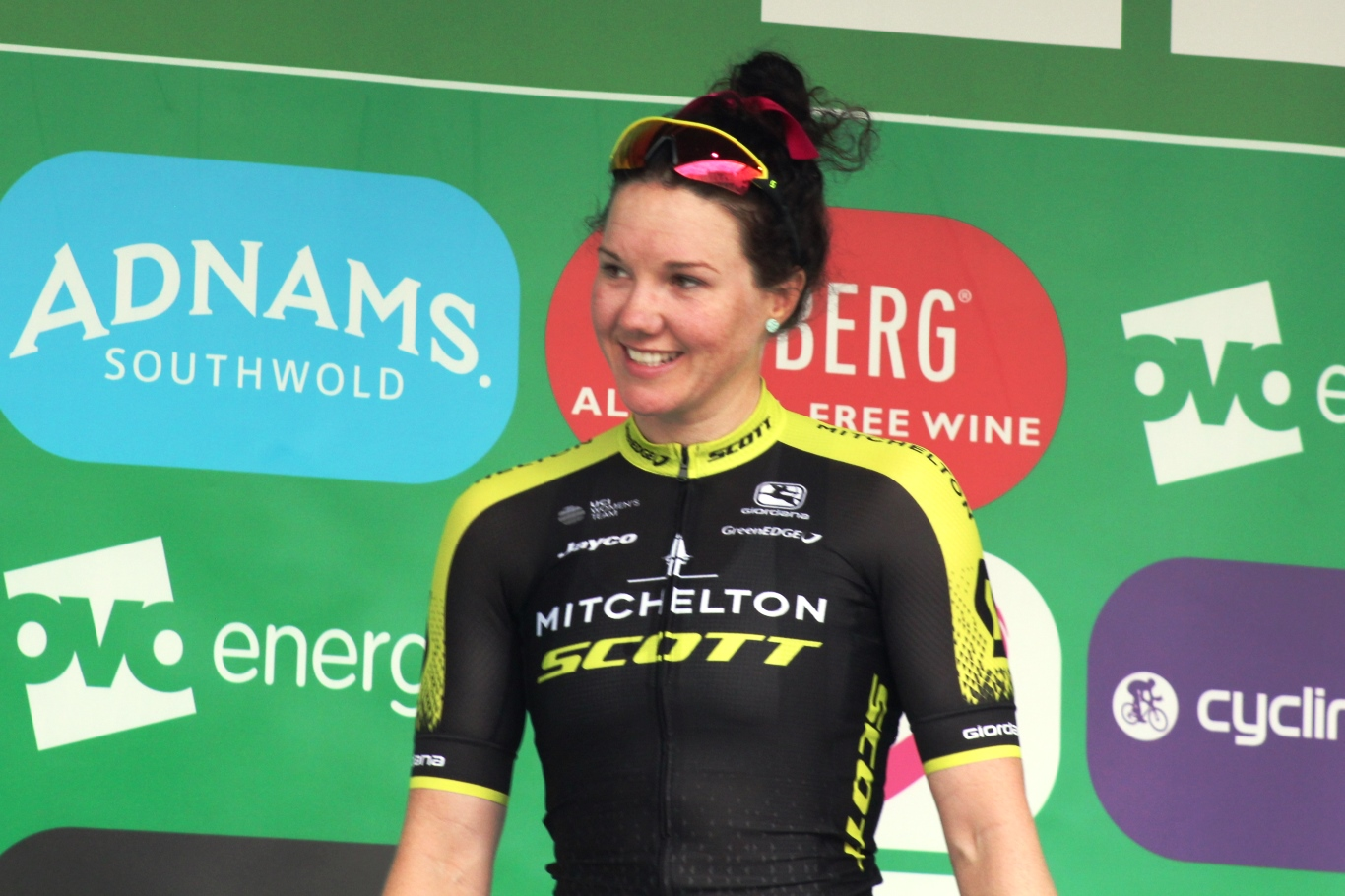
Sarah Roy remporte la troisième étape

Coryn Rivera remporte le premier sprint intermédiaire. Juste après, l'échappée du jour se forme avec Vita Heine et Ann-Sophie Duyck. Elle a jusqu'à quatre minutes d'avance. Elles sont cependant reprises avant les deux difficultés du jour. Dans la première Elisa Longo Borghini et Katarzyna Niewiadoma attaquent, mais sont revues par le peloton. Dans la seconde, au kilomètre cent-vingt-quatre, Elisa Longo Borghini, Katarzyna Niewiadoma, Alena Amialiusik et Sabrina Stultiens accélèrent dans la pente. Le peloton ne laisse pas partir. Un nouveau sprint a lieu. Marianne Vos sort du dernier virage avec une avance confortable. Elle est néanmoins devancée par Sarah Roy,,.
| \| Classement de l'étape \| Classement de l'étape \| Classement de l'étape \| Classement de l'étape \| Classement de l'étape \| \| Coureuse \| Coureuse \| Pays \| Équipe \| Temps \| \| --------------------- \| ------------------------- \| --------------------- \| ---------------------------------- \| --------------------- \| \| 1re \| Sarah Roy \| Australie \| Mitchelton-Scott \| 3 h 55 min 09 s \| \| 2e \| Giorgia Bronzini \| Italie \| Cylance \| + 0 s \| \| 3e \| Marianne Vos \| Pays-Bas \| WaowDeals \| + 0 s \| \| 4e \| Coryn Rivera \| États-Unis \| Sunweb \| + 0 s \| \| 5e \| Roxane Fournier \| France \| FDJ-Nouvelle Aquitaine-Futuroscope \| + 0 s \| \| 6e \| Eugénie Duval \| France \| FDJ-Nouvelle Aquitaine-Futuroscope \| + 0 s \| \| 7e \| Maria Giulia Confalonieri \| Italie \| Valcar PBM \| + 2 s \| \| 8e \| Eva Buurman \| Pays-Bas \| Trek-Drops \| + 2 s \| \| 9e \| Amy Pieters \| Pays-Bas \| Boels Dolmans \| + 2 s \| \| 10e \| Danielle Rowe \| Royaume-Uni \| WaowDeals \| + 2 s \| |                           |             |                                    |                 |
| |                           |             |                                    |                 |
| Source : ProCyclingStats |                           |             |                                    |                 |
| Classement de l'étape |                           |             |                                    |                 |
| Coureuse | Coureuse                  | Pays        | Équipe                             | Temps           |
| 1re | Sarah Roy                 | Australie   | Mitchelton-Scott                   | 3 h 55 min 09 s |
| 2e | Giorgia Bronzini          | Italie      | Cylance                            | + 0 s           |
| 3e | Marianne Vos              | Pays-Bas    | WaowDeals                          | + 0 s           |
| 4e | Coryn Rivera              | États-Unis  | Sunweb                             | + 0 s           |
| 5e | Roxane Fournier           | France      | FDJ-Nouvelle Aquitaine-Futuroscope | + 0 s           |
| 6e | Eugénie Duval             | France      | FDJ-Nouvelle Aquitaine-Futuroscope | + 0 s           |
| 7e | Maria Giulia Confalonieri | Italie      | Valcar PBM                         | + 2 s           |
| 8e | Eva Buurman               | Pays-Bas    | Trek-Drops                         | + 2 s           |
| 9e | Amy Pieters               | Pays-Bas    | Boels Dolmans                      | + 2 s           |
| 10e | Danielle Rowe             | Royaume-Uni | WaowDeals                          | + 2 s           |

| \| Classement général \| Classement général \| Classement général \| Classement général \| Classement général \| \| Coureuse \| Coureuse \| Pays \| Équipe \| Temps \| \| ------------------ \| ------------------------- \| ------------------ \| ------------------ \| ------------------ \| \| 1re \| Coryn Rivera \| États-Unis \| Sunweb \| 11 h 17 min 27 s \| \| 2e \| Marianne Vos \| Pays-Bas \| WaowDeals \| + 16 s \| \| 3e \| Danielle Rowe \| Royaume-Uni \| WaowDeals \| + 20 s \| \| 4e \| Amy Pieters \| Pays-Bas \| Boels Dolmans \| + 23 s \| \| 5e \| Christine Majerus \| Luxembourg \| Boels Dolmans \| + 23 s \| \| 6e \| Elisa Longo Borghini \| Italie \| Wiggle High5 \| + 27 s \| \| 7e \| Eva Buurman \| Pays-Bas \| Trek-Drops \| + 29 s \| \| 8e \| Eugenia Bujak \| Slovénie \| BTC City Ljubljana \| + 29 s \| \| 9e \| Maria Giulia Confalonieri \| Italie \| Valcar PBM \| + 29 s \| \| 10e \| Pauline Ferrand-Prévot \| France \| Canyon-SRAM Racing \| + 29 s \| |                           |             |                    |                  |
| |                           |             |                    |                  |
| Source : ProCyclingStats |                           |             |                    |                  |
| Classement général |                           |             |                    |                  |
| Coureuse | Coureuse                  | Pays        | Équipe             | Temps            |
| 1re | Coryn Rivera              | États-Unis  | Sunweb             | 11 h 17 min 27 s |
| 2e | Marianne Vos              | Pays-Bas    | WaowDeals          | + 16 s           |
| 3e | Danielle Rowe             | Royaume-Uni | WaowDeals          | + 20 s           |
| 4e | Amy Pieters               | Pays-Bas    | Boels Dolmans      | + 23 s           |
| 5e | Christine Majerus         | Luxembourg  | Boels Dolmans      | + 23 s           |
| 6e | Elisa Longo Borghini      | Italie      | Wiggle High5       | + 27 s           |
| 7e | Eva Buurman               | Pays-Bas    | Trek-Drops         | + 29 s           |
| 8e | Eugenia Bujak             | Slovénie    | BTC City Ljubljana | + 29 s           |
| 9e | Maria Giulia Confalonieri | Italie      | Valcar PBM         | + 29 s           |
| 10e | Pauline Ferrand-Prévot    | France      | Canyon-SRAM Racing | + 29 s           |

### 4eétape
En début d'étape, Aafke Soet et Coralie Demay passe à l'offensive. Leur escapade n'est que de courte durée.  Au kilomètre dix-sept, Charlotte Becker attaque seule. Peu après, une chute dans le peloton, oblige une neutralisation temporaire de la course. Au kilomètre cinquante-trois, Audrey Cordon et Cecilie Uttrup Ludwig, sorties dix kilomètres auparavant, effectuent la jonction. Leur avance monte à deux minutes cinquante. Le peloton les reprend à six kilomètres de l'arrivée. Dans le final, Aafke Soet puis Sara Penton tentent leur chance, mais sans succès. Une chute collective a lieu à deux kilomètres et demi de la ligne. Au sprint, Amalie Dideriksen bien emmenée s'impose facilement,,.
| \| Classement de l'étape \| Classement de l'étape \| Classement de l'étape \| Classement de l'étape \| Classement de l'étape \| \| Coureuse \| Coureuse \| Pays \| Équipe \| Temps \| \| --------------------- \| --------------------- \| --------------------- \| ---------------------------------- \| --------------------- \| \| 1re \| Amalie Dideriksen \| Danemark \| Boels Dolmans \| 3 h 31 min 19 s \| \| 2e \| Lotta Lepistö \| Finlande \| Cervélo Bigla \| + 0 s \| \| 3e \| Marianne Vos \| Pays-Bas \| WaowDeals \| + 0 s \| \| 4e \| Chloe Hosking \| Australie \| Alé Cipollini \| + 0 s \| \| 5e \| Barbara Guarischi \| Italie \| Virtu Cycling Women \| + 0 s \| \| 6e \| Chiara Consonni \| Italie \| Valcar PBM \| + 0 s \| \| 7e \| Emma Norsgaard \| Danemark \| Cervélo Bigla \| + 0 s \| \| 8e \| Jolien D'Hoore \| Belgique \| Mitchelton-Scott \| + 0 s \| \| 9e \| Neah Evans \| Royaume-Uni \| Storey Racing \| + 0 s \| \| 10e \| Roxane Fournier \| France \| FDJ-Nouvelle Aquitaine-Futuroscope \| + 0 s \| |                   |             |                                    |                 |
| |                   |             |                                    |                 |
| Source : ProCyclingStats |                   |             |                                    |                 |
| Classement de l'étape |                   |             |                                    |                 |
| Coureuse | Coureuse          | Pays        | Équipe                             | Temps           |
| 1re | Amalie Dideriksen | Danemark    | Boels Dolmans                      | 3 h 31 min 19 s |
| 2e | Lotta Lepistö     | Finlande    | Cervélo Bigla                      | + 0 s           |
| 3e | Marianne Vos      | Pays-Bas    | WaowDeals                          | + 0 s           |
| 4e | Chloe Hosking     | Australie   | Alé Cipollini                      | + 0 s           |
| 5e | Barbara Guarischi | Italie      | Virtu Cycling Women                | + 0 s           |
| 6e | Chiara Consonni   | Italie      | Valcar PBM                         | + 0 s           |
| 7e | Emma Norsgaard    | Danemark    | Cervélo Bigla                      | + 0 s           |
| 8e | Jolien D'Hoore    | Belgique    | Mitchelton-Scott                   | + 0 s           |
| 9e | Neah Evans        | Royaume-Uni | Storey Racing                      | + 0 s           |
| 10e | Roxane Fournier   | France      | FDJ-Nouvelle Aquitaine-Futuroscope | + 0 s           |

| \| Classement général \| Classement général \| Classement général \| Classement général \| Classement général \| \| Coureuse \| Coureuse \| Pays \| Équipe \| Temps \| \| ------------------ \| ------------------------- \| ------------------ \| ------------------ \| ------------------ \| \| 1re \| Coryn Rivera \| États-Unis \| Sunweb \| 14 h 48 min 44 s \| \| 2e \| Marianne Vos \| Pays-Bas \| WaowDeals \| + 14 s \| \| 3e \| Danielle Rowe \| Royaume-Uni \| WaowDeals \| + 22 s \| \| 4e \| Amy Pieters \| Pays-Bas \| Boels Dolmans \| + 25 s \| \| 5e \| Christine Majerus \| Luxembourg \| Boels Dolmans \| + 25 s \| \| 6e \| Elisa Longo Borghini \| Italie \| Wiggle High5 \| + 29 s \| \| 7e \| Eugenia Bujak \| Slovénie \| BTC City Ljubljana \| + 30 s \| \| 8e \| Eva Buurman \| Pays-Bas \| Trek-Drops \| + 31 s \| \| 9e \| Maria Giulia Confalonieri \| Italie \| Valcar PBM \| + 31 s \| \| 10e \| Pauline Ferrand-Prévot \| France \| Canyon-SRAM Racing \| + 31 s \| |                           |             |                    |                  |
| |                           |             |                    |                  |
| Source : ProCyclingStats |                           |             |                    |                  |
| Classement général |                           |             |                    |                  |
| Coureuse | Coureuse                  | Pays        | Équipe             | Temps            |
| 1re | Coryn Rivera              | États-Unis  | Sunweb             | 14 h 48 min 44 s |
| 2e | Marianne Vos              | Pays-Bas    | WaowDeals          | + 14 s           |
| 3e | Danielle Rowe             | Royaume-Uni | WaowDeals          | + 22 s           |
| 4e | Amy Pieters               | Pays-Bas    | Boels Dolmans      | + 25 s           |
| 5e | Christine Majerus         | Luxembourg  | Boels Dolmans      | + 25 s           |
| 6e | Elisa Longo Borghini      | Italie      | Wiggle High5       | + 29 s           |
| 7e | Eugenia Bujak             | Slovénie    | BTC City Ljubljana | + 30 s           |
| 8e | Eva Buurman               | Pays-Bas    | Trek-Drops         | + 31 s           |
| 9e | Maria Giulia Confalonieri | Italie      | Valcar PBM         | + 31 s           |
| 10e | Pauline Ferrand-Prévot    | France      | Canyon-SRAM Racing | + 31 s           |

### 5eétape

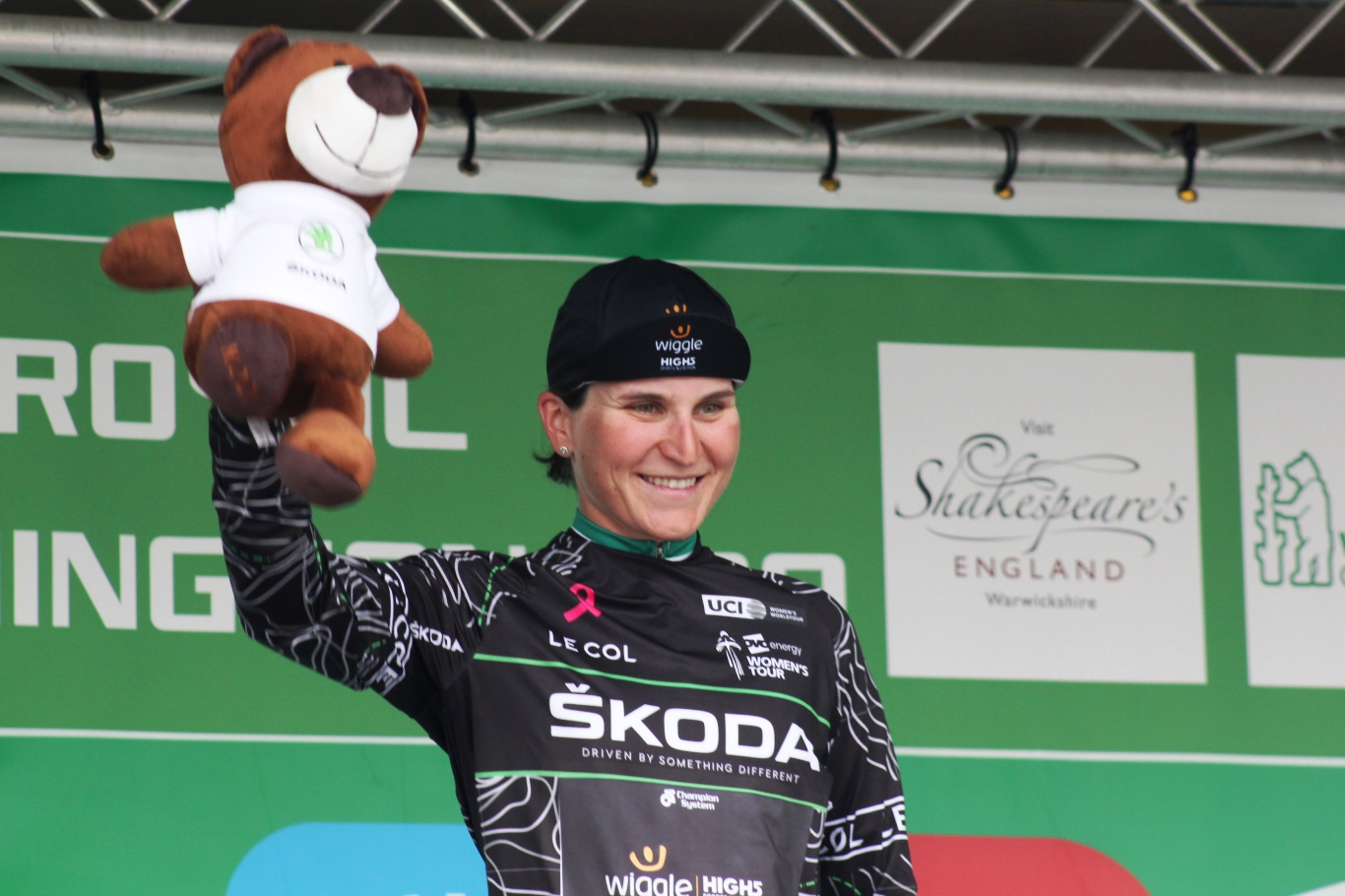
Elisa Longo Borghini remporte le classement de la montagne

Emilie Moberg est la première échappée. Marta Tagliaferro, Susanne Andersen et Natalie Grinczer la rejoignent peu après. Elles sont néanmoins reprises dans la côte de Bwlch-Y-Maen au kilomètre quarante-quatre. Lucinda Brand passe au sommet en tête. Marta Bastianelli tente alors sa chance. Elle est reprise peu après le sommet du Nant Gwynant. Le sprint intermédiaire est remporté par Coryn Rivera devant Marianne Vos qui protège principalement la troisième place de sa coéquipière Danielle Rowe. À vingt kilomètres de l'arrivée, un groupe de favorites sort. Il est constitué de : Coryn Rivera, Katarzyna Niewiadoma, Elisa Longo Borghini, Amy Pieters et Lucinda Brand. Il reprit au dix kilomètres. Au sprint, Lotta Lepistö s'impose. Il n'y a pas de changement au classement général,.
| \| Classement de l'étape \| Classement de l'étape \| Classement de l'étape \| Classement de l'étape \| Classement de l'étape \| \| Coureuse \| Coureuse \| Pays \| Équipe \| Temps \| \| --------------------- \| --------------------- \| --------------------- \| ---------------------------------- \| --------------------- \| \| 1re \| Lotta Lepistö \| Finlande \| Cervélo Bigla \| 3 h 03 min 55 s \| \| 2e \| Giorgia Bronzini \| Italie \| Cylance \| + 0 s \| \| 3e \| Marianne Vos \| Pays-Bas \| WaowDeals \| + 0 s \| \| 4e \| Marta Bastianelli \| Italie \| Alé Cipollini \| + 0 s \| \| 5e \| Roxane Fournier \| France \| FDJ-Nouvelle Aquitaine-Futuroscope \| + 0 s \| \| 6e \| Kirsten Wild \| Pays-Bas \| Wiggle High5 \| + 0 s \| \| 7e \| Sarah Roy \| Australie \| Mitchelton-Scott \| + 0 s \| \| 8e \| Coryn Rivera \| États-Unis \| Sunweb \| + 0 s \| \| 9e \| Christine Majerus \| Luxembourg \| Boels Dolmans \| + 0 s \| \| 10e \| Lisa Klein \| Allemagne \| Canyon-SRAM Racing \| + 0 s \| |                   |            |                                    |                 |
| |                   |            |                                    |                 |
| Source : ProCyclingStats |                   |            |                                    |                 |
| Classement de l'étape |                   |            |                                    |                 |
| Coureuse | Coureuse          | Pays       | Équipe                             | Temps           |
| 1re | Lotta Lepistö     | Finlande   | Cervélo Bigla                      | 3 h 03 min 55 s |
| 2e | Giorgia Bronzini  | Italie     | Cylance                            | + 0 s           |
| 3e | Marianne Vos      | Pays-Bas   | WaowDeals                          | + 0 s           |
| 4e | Marta Bastianelli | Italie     | Alé Cipollini                      | + 0 s           |
| 5e | Roxane Fournier   | France     | FDJ-Nouvelle Aquitaine-Futuroscope | + 0 s           |
| 6e | Kirsten Wild      | Pays-Bas   | Wiggle High5                       | + 0 s           |
| 7e | Sarah Roy         | Australie  | Mitchelton-Scott                   | + 0 s           |
| 8e | Coryn Rivera      | États-Unis | Sunweb                             | + 0 s           |
| 9e | Christine Majerus | Luxembourg | Boels Dolmans                      | + 0 s           |
| 10e | Lisa Klein        | Allemagne  | Canyon-SRAM Racing                 | + 0 s           |

## Classement final

### Classement général
| \| Classement général \| Classement général \| Classement général \| Classement général \| Classement général \| \| Coureuse \| Coureuse \| Pays \| Équipe \| Temps \| \| ------------------ \| ---------------------- \| ------------------ \| ------------------ \| ------------------ \| \| 1re \| Coryn Rivera \| États-Unis \| Sunweb \| 17 h 52 min 36 s \| \| 2e \| Marianne Vos \| Pays-Bas \| WaowDeals \| + 11 s \| \| 3e \| Danielle Rowe \| Royaume-Uni \| WaowDeals \| + 25 s \| \| 4e \| Christine Majerus \| Luxembourg \| Boels Dolmans \| + 27 s \| \| 5e \| Amy Pieters \| Pays-Bas \| Boels Dolmans \| + 28 s \| \| 6e \| Elisa Longo Borghini \| Italie \| Wiggle High5 \| + 32 s \| \| 7e \| Eugenia Bujak \| Slovénie \| BTC City Ljubljana \| + 33 s \| \| 8e \| Eva Buurman \| Pays-Bas \| Trek-Drops \| + 34 s \| \| 9e \| Pauline Ferrand-Prévot \| France \| Canyon-SRAM Racing \| + 34 s \| \| 10e \| Sabrina Stultiens \| Pays-Bas \| WaowDeals \| + 34 s \| |                        |             |                    |                  |
| |                        |             |                    |                  |
| Source : ProCyclingStats |                        |             |                    |                  |
| Classement général |                        |             |                    |                  |
| Coureuse | Coureuse               | Pays        | Équipe             | Temps            |
| 1re | Coryn Rivera           | États-Unis  | Sunweb             | 17 h 52 min 36 s |
| 2e | Marianne Vos           | Pays-Bas    | WaowDeals          | + 11 s           |
| 3e | Danielle Rowe          | Royaume-Uni | WaowDeals          | + 25 s           |
| 4e | Christine Majerus      | Luxembourg  | Boels Dolmans      | + 27 s           |
| 5e | Amy Pieters            | Pays-Bas    | Boels Dolmans      | + 28 s           |
| 6e | Elisa Longo Borghini   | Italie      | Wiggle High5       | + 32 s           |
| 7e | Eugenia Bujak          | Slovénie    | BTC City Ljubljana | + 33 s           |
| 8e | Eva Buurman            | Pays-Bas    | Trek-Drops         | + 34 s           |
| 9e | Pauline Ferrand-Prévot | France      | Canyon-SRAM Racing | + 34 s           |
| 10e | Sabrina Stultiens      | Pays-Bas    | WaowDeals          | + 34 s           |

### UCI World Tour

#### Points attribués
| Position                  | 1er | 2e  | 3e  | 4e  | 5e | 6e | 7e | 8e | 9e | 10e | 11e | 12e | 13e | 14e | 15e | 16e à 30e | 31e à 40e |  |  |  |
| Classement général        | 200 | 150 | 125 | 100 | 85 | 70 | 60 | 50 | 40 | 35  | 30  | 25  | 20  | 15  | 10  | 5         | 3         |  |  |  |
| Étapes et demi-étapes     | 25  | 20  | 18  | 16  | 14 | 12 | 10 | 8  | 6  | 4   |     |     |     |     |     |           |           |  |  |  |
| Port du maillot de leader | 5   |     |     |     |    |    |    |    |    |     |     |     |     |     |     |           |           |  |  |  |

### Classements annexes
| Classement par points | Classement par points | Classement par points | Classement par points              | Classement par points |
| Coureuse              | Coureuse              | Pays                  | Équipe                             | Points                |
| --------------------- | --------------------- | --------------------- | ---------------------------------- | --------------------- |
| 1re                   | Marianne Vos          | Pays-Bas              | WaowDeals                          | 44 pts                |
| 2e                    | Coryn Rivera          | États-Unis            | Sunweb                             | 34 pts                |
| 3e                    | Giorgia Bronzini      | Italie                | Cylance                            | 31 pts                |
| 4e                    | Lotta Lepistö         | Finlande              | Cervélo Bigla                      | 27 pts                |
| 5e                    | Amalie Dideriksen     | Danemark              | Boels Dolmans                      | 21 pts                |
| 6e                    | Sarah Roy             | Australie             | Mitchelton-Scott                   | 19 pts                |
| 7e                    | Marta Bastianelli     | Italie                | Alé Cipollini                      | 19 pts                |
| 8e                    | Roxane Fournier       | France                | FDJ-Nouvelle Aquitaine-Futuroscope | 17 pts                |
| 9e                    | Christine Majerus     | Luxembourg            | Boels Dolmans                      | 11 pts                |
| 10e                   | Danielle Rowe         | Royaume-Uni           | WaowDeals                          | 8 pts                 |

| Classement par points | Classement par points | Classement par points | Classement par points              | Classement par points |
| Coureuse              | Coureuse              | Pays                  | Équipe                             | Points                |
| --------------------- | --------------------- | --------------------- | ---------------------------------- | --------------------- |
| 1re                   | Marianne Vos          | Pays-Bas              | WaowDeals                          | 44 pts                |
| 2e                    | Coryn Rivera          | États-Unis            | Sunweb                             | 34 pts                |
| 3e                    | Giorgia Bronzini      | Italie                | Cylance                            | 31 pts                |
| 4e                    | Lotta Lepistö         | Finlande              | Cervélo Bigla                      | 27 pts                |
| 5e                    | Amalie Dideriksen     | Danemark              | Boels Dolmans                      | 21 pts                |
| 6e                    | Sarah Roy             | Australie             | Mitchelton-Scott                   | 19 pts                |
| 7e                    | Marta Bastianelli     | Italie                | Alé Cipollini                      | 19 pts                |
| 8e                    | Roxane Fournier       | France                | FDJ-Nouvelle Aquitaine-Futuroscope | 17 pts                |
| 9e                    | Christine Majerus     | Luxembourg            | Boels Dolmans                      | 11 pts                |
| 10e                   | Danielle Rowe         | Royaume-Uni           | WaowDeals                          | 8 pts                 |

| Classement de la montagne | Classement de la montagne | Classement de la montagne | Classement de la montagne | Classement de la montagne |
| Coureuse                  | Coureuse                  | Pays                      | Équipe                    | Points                    |
| ------------------------- | ------------------------- | ------------------------- | ------------------------- | ------------------------- |
| 1re                       | Elisa Longo Borghini      | Italie                    | Wiggle High5              | 44 pts                    |
| 2e                        | Katarzyna Niewiadoma      | Pologne                   | Canyon-SRAM Racing        | 22 pts                    |
| 3e                        | Ellen van Dijk            | Pays-Bas                  | Sunweb                    | 18 pts                    |
| 4e                        | Coryn Rivera              | États-Unis                | Sunweb                    | 13 pts                    |
| 5e                        | Marianne Vos              | Pays-Bas                  | WaowDeals                 | 13 pts                    |
| 6e                        | Danielle Rowe             | Royaume-Uni               | WaowDeals                 | 12 pts                    |
| 7e                        | Alena Amialiusik          | Biélorussie               | Canyon-SRAM Racing        | 11 pts                    |
| 8e                        | Marta Bastianelli         | Italie                    | Alé Cipollini             | 10 pts                    |
| 9e                        | Georgia Williams          | Nouvelle-Zélande          | Mitchelton-Scott          | 10 pts                    |
| 10e                       | Christine Majerus         | Luxembourg                | Boels Dolmans             | 9 pts                     |

| Classement de la montagne | Classement de la montagne | Classement de la montagne | Classement de la montagne | Classement de la montagne |
| Coureuse                  | Coureuse                  | Pays                      | Équipe                    | Points                    |
| ------------------------- | ------------------------- | ------------------------- | ------------------------- | ------------------------- |
| 1re                       | Elisa Longo Borghini      | Italie                    | Wiggle High5              | 44 pts                    |
| 2e                        | Katarzyna Niewiadoma      | Pologne                   | Canyon-SRAM Racing        | 22 pts                    |
| 3e                        | Ellen van Dijk            | Pays-Bas                  | Sunweb                    | 18 pts                    |
| 4e                        | Coryn Rivera              | États-Unis                | Sunweb                    | 13 pts                    |
| 5e                        | Marianne Vos              | Pays-Bas                  | WaowDeals                 | 13 pts                    |
| 6e                        | Danielle Rowe             | Royaume-Uni               | WaowDeals                 | 12 pts                    |
| 7e                        | Alena Amialiusik          | Biélorussie               | Canyon-SRAM Racing        | 11 pts                    |
| 8e                        | Marta Bastianelli         | Italie                    | Alé Cipollini             | 10 pts                    |
| 9e                        | Georgia Williams          | Nouvelle-Zélande          | Mitchelton-Scott          | 10 pts                    |
| 10e                       | Christine Majerus         | Luxembourg                | Boels Dolmans             | 9 pts                     |

| Classement des sprints | Classement des sprints | Classement des sprints | Classement des sprints    | Classement des sprints |
| Coureuse               | Coureuse               | Pays                   | Équipe                    | Points                 |
| ---------------------- | ---------------------- | ---------------------- | ------------------------- | ---------------------- |
| 1re                    | Coryn Rivera           | États-Unis             | Sunweb                    | 18 pts                 |
| 2e                     | Danielle Rowe          | Royaume-Uni            | WaowDeals                 | 9 pts                  |
| 3e                     | Amy Pieters            | Pays-Bas               | Boels Dolmans             | 6 pts                  |
| 4e                     | Cecilie Uttrup Ludwig  | Danemark               | Cervélo Bigla             | 3 pts                  |
| 5e                     | Vita Heine             | Norvège                | Hitec Products-Birk Sport | 3 pts                  |
| 6e                     | Emilie Moberg          | Norvège                | Virtu Cycling Women       | 3 pts                  |
| 7e                     | Marianne Vos           | Pays-Bas               | WaowDeals                 | 3 pts                  |
| 8e                     | Christine Majerus      | Luxembourg             | Boels Dolmans             | 3 pts                  |
| 9e                     | Elisa Longo Borghini   | Italie                 | Wiggle High5              | 2 pts                  |
| 10e                    | Audrey Cordon-Ragot    | France                 | Wiggle High5              | 2 pts                  |

| Classement des sprints | Classement des sprints | Classement des sprints | Classement des sprints    | Classement des sprints |
| Coureuse               | Coureuse               | Pays                   | Équipe                    | Points                 |
| ---------------------- | ---------------------- | ---------------------- | ------------------------- | ---------------------- |
| 1re                    | Coryn Rivera           | États-Unis             | Sunweb                    | 18 pts                 |
| 2e                     | Danielle Rowe          | Royaume-Uni            | WaowDeals                 | 9 pts                  |
| 3e                     | Amy Pieters            | Pays-Bas               | Boels Dolmans             | 6 pts                  |
| 4e                     | Cecilie Uttrup Ludwig  | Danemark               | Cervélo Bigla             | 3 pts                  |
| 5e                     | Vita Heine             | Norvège                | Hitec Products-Birk Sport | 3 pts                  |
| 6e                     | Emilie Moberg          | Norvège                | Virtu Cycling Women       | 3 pts                  |
| 7e                     | Marianne Vos           | Pays-Bas               | WaowDeals                 | 3 pts                  |
| 8e                     | Christine Majerus      | Luxembourg             | Boels Dolmans             | 3 pts                  |
| 9e                     | Elisa Longo Borghini   | Italie                 | Wiggle High5              | 2 pts                  |
| 10e                    | Audrey Cordon-Ragot    | France                 | Wiggle High5              | 2 pts                  |

| Classement de la meilleure Britannique | Classement de la meilleure Britannique | Classement de la meilleure Britannique | Classement de la meilleure Britannique | Classement de la meilleure Britannique |
|                                        | Coureur                                | Pays                                   | Équipe                                 | Temps                                  |
| -------------------------------------- | -------------------------------------- | -------------------------------------- | -------------------------------------- | -------------------------------------- |
| 1er                                    | Danielle Rowe                          | Royaume-Uni                            | WaowDeals                              | en 17 h 53 min 1 s                     |
| 2e                                     | Abby-Mae Parkinson                     | Royaume-Uni                            | Trek-Drops                             | +42 s                                  |
| 3e                                     | Neah Evans                             | Royaume-Uni                            | Storey Racing                          | +4 min 42 s                            |
| modifier                               |                                        |                                        |                                        |                                        |

| Classement par équipes | Classement par équipes             | Classement par équipes | Classement par équipes |
| Équipe                 | Équipe                             | Pays                   | Temps                  |
| ---------------------- | ---------------------------------- | ---------------------- | ---------------------- |
| 1re                    | WaowDeals                          | Pays-Bas               | 55 min 22 s            |
| 2e                     | Sunweb                             | Pays-Bas               | + 1 min 42 s           |
| 3e                     | Boels Dolmans                      | Pays-Bas               | + 5 min 32 s           |
| 4e                     | Canyon-SRAM Racing                 | Allemagne              | + 7 min 23 s           |
| 5e                     | BTC City Ljubljana                 | Slovénie               | + 13 min 24 s          |
| 6e                     | Alé Cipollini                      | Italie                 | + 15 min 02 s          |
| 7e                     | Mitchelton-Scott                   | Australie              | + 17 min 19 s          |
| 8e                     | Cylance                            | États-Unis             | + 18 min 08 s          |
| 9e                     | Cervélo Bigla                      | Danemark               | + 18 min 51 s          |
| 10e                    | FDJ-Nouvelle Aquitaine-Futuroscope | France                 | + 28 min 21 s          |

| Classement par équipes | Classement par équipes             | Classement par équipes | Classement par équipes |
| Équipe                 | Équipe                             | Pays                   | Temps                  |
| ---------------------- | ---------------------------------- | ---------------------- | ---------------------- |
| 1re                    | WaowDeals                          | Pays-Bas               | 55 min 22 s            |
| 2e                     | Sunweb                             | Pays-Bas               | + 1 min 42 s           |
| 3e                     | Boels Dolmans                      | Pays-Bas               | + 5 min 32 s           |
| 4e                     | Canyon-SRAM Racing                 | Allemagne              | + 7 min 23 s           |
| 5e                     | BTC City Ljubljana                 | Slovénie               | + 13 min 24 s          |
| 6e                     | Alé Cipollini                      | Italie                 | + 15 min 02 s          |
| 7e                     | Mitchelton-Scott                   | Australie              | + 17 min 19 s          |
| 8e                     | Cylance                            | États-Unis             | + 18 min 08 s          |
| 9e                     | Cervélo Bigla                      | Danemark               | + 18 min 51 s          |
| 10e                    | FDJ-Nouvelle Aquitaine-Futuroscope | France                 | + 28 min 21 s          |

## Évolution des classements
| Étape                   | Vainqueur               | Classement général | Classement par points | Classement de la montagne | Classement des sprints | Classement par équipes | Classement de la meilleure Britannique |
| ----------------------- | ----------------------- | ------------------ | --------------------- | ------------------------- | ---------------------- | ---------------------- | -------------------------------------- |
| 1                       | Jolien D'Hoore          | Jolien D'Hoore     | Jolien D'Hoore        | Christine Majerus         | Amy Pieters            | WaowDeals              | Danielle Rowe                          |
| 2                       | Coryn Rivera            | Coryn Rivera       | Coryn Rivera          | Elisa Longo Borghini      | Coryn Rivera           | WaowDeals              | Danielle Rowe                          |
| 3                       | Sarah Roy               | Coryn Rivera       | Coryn Rivera          | Elisa Longo Borghini      | Coryn Rivera           | WaowDeals              | Danielle Rowe                          |
| 4                       | Amalie Dideriksen       | Coryn Rivera       | Marianne Vos          | Elisa Longo Borghini      | Coryn Rivera           | WaowDeals              | Danielle Rowe                          |
| 5                       | Lotta Lepistö           | Coryn Rivera       | Marianne Vos          | Elisa Longo Borghini      | Coryn Rivera           | WaowDeals              | Danielle Rowe                          |
| Clasificaciones finales | Clasificaciones finales | Coryn Rivera       | Marianne Vos          | Elisa Longo Borghini      | Coryn Rivera           | WaowDeals              | Danielle Rowe                          |

## Liste des participantes

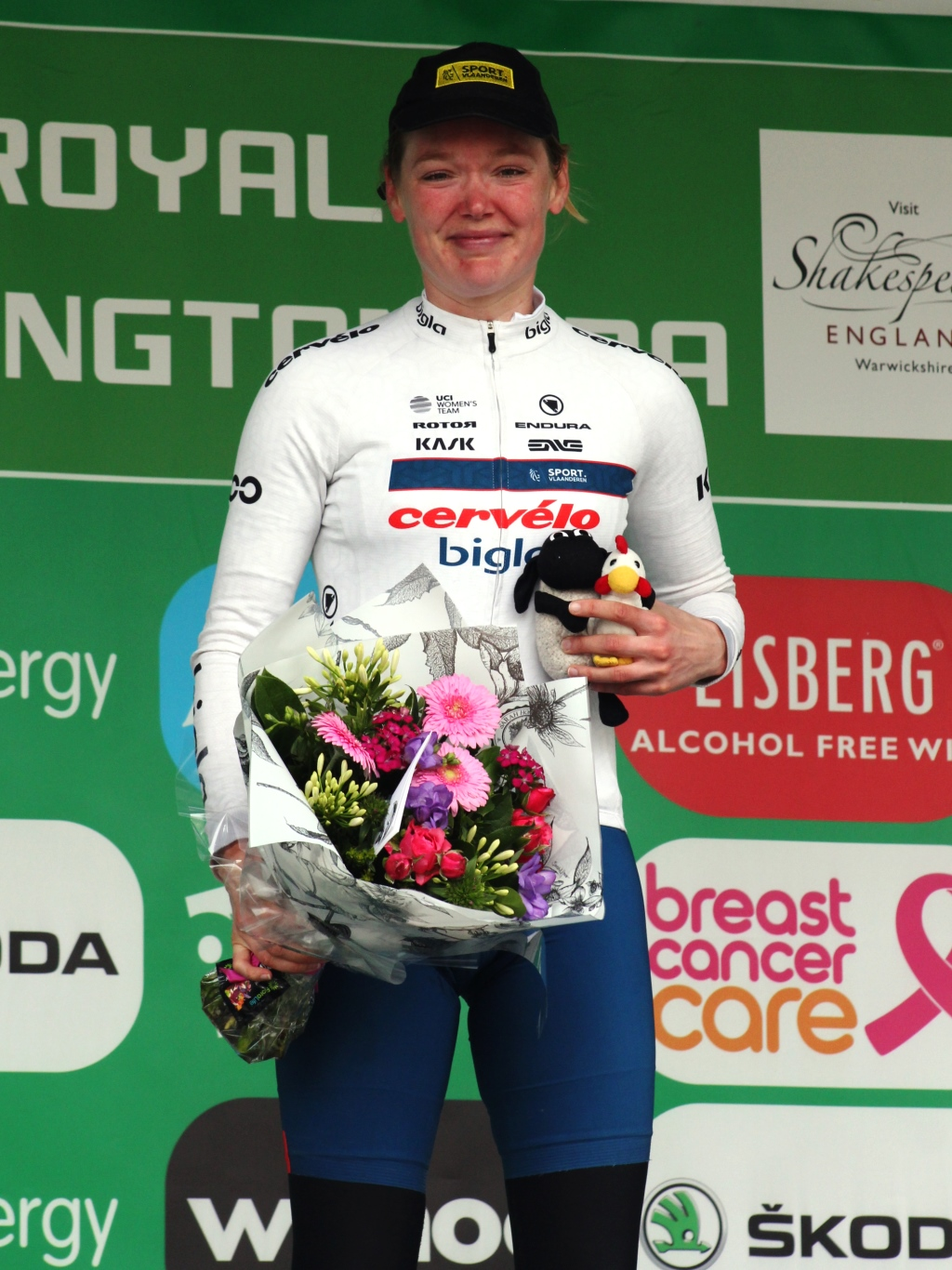
Podium du Women's Tour 2018.

| Légende                             | Légende                                                                                              | Légende                          | Légende |
| ----------------------------------- | --- | -------------------------------- | --- |
| Num                                 | Dossard de départ porté par la coureuse sur ce Women's Tour                                          | Pos                              | Position finale au classement général                                                                         |
| Leader du classement général        | Indique la vainqueur du classement général                                                           | Leader du classement par points  | Indique la vainqueur du classement par points                                                                 |
| Leader du classement de la montagne | Indique la vainqueur du classement de la montagne                                                    | Leader du classement des sprints | Indique la vainqueur du classement des sprints                                                                |
|                                     | Indique la vainqueur du classement de la meilleure britannique                                       |                                  | Indique un maillot de champion national ou mondial, suivi de sa spécialité                                    |
| #                                   | Indique la meilleure équipe                                                                          | NP                               | Indique une coureuse qui n'a pas pris le départ d'une étape, suivi du numéro de l'étape où elle s'est retirée |
| AB                                  | Indique une coureuse qui n'a pas terminé une étape, suivi du numéro de l'étape où elle s'est retirée | HD                               | Indique un coureuse qui a terminé une étape hors des délais, suivi du numéro de l'étape                       |
| DSQ                                 | Indique un coureur qui a été disqualifié de la course, suivi du numéro de l'étape                    |                                  | |

| Canyon-SRAM Racing CSR           | Canyon-SRAM Racing CSR        | Canyon-SRAM Racing CSR |
| -------------------------------- | ----------------------------- | ---------------------- |
| Num                              | Coureur                       | Pos                    |
| 1                                | Katarzyna Niewiadoma (POL)    | 20e                    |
| 2                                | Hannah Barnes (GBR)           | 45e                    |
| 3                                | Alice Barnes (GBR)            | 59e                    |
| 4                                | Alena Amialiusik (BLR)        | 14e                    |
| 5                                | Pauline Ferrand-Prévot (FRA ) | 9e                     |
| 6                                | Lisa Klein (GER) (route)      | 27e                    |
| Directeur sportif : Austin Barry |                               |                        |

| Boels Dolmans DLT              | Boels Dolmans DLT               | Boels Dolmans DLT |
| ------------------------------ | ------------------------------- | ----------------- |
| Num                            | Coureur                         | Pos               |
| 11                             | Chantal Blaak (NED) (route)     | 21e               |
| 12                             | Amalie Dideriksen (DEN)         | 25e               |
| 13                             | Jip van den Bos (NED)           | AB-4              |
| 14                             | Christine Majerus (LUX) (route) | 4e                |
| 15                             | Amy Pieters (NED)               | 5e                |
| 16                             | Anna Plichta (POL)              | AB-5              |
| Directeur sportif : Danny Stam |                                 |                   |

| Sunweb SUN                          | Sunweb SUN             | Sunweb SUN |
| ----------------------------------- | ---------------------- | ---------- |
| Num                                 | Coureur                | Pos        |
| 21                                  | Coryn Rivera (USA)     | 1re        |
| 22                                  | Lucinda Brand (NED)    | 26e        |
| 23                                  | Leah Kirchmann (CAN)   | 35e        |
| 24                                  | Julia Soek (NED)       | AB-5       |
| 25                                  | Floortje Mackaij (NED) | 34e        |
| 26                                  | Ellen van Dijk (NED)   | 12e        |
| Directeur sportif : Hans Timmermans |                        |            |

| Cervélo Bigla CBT                  | Cervélo Bigla CBT               | Cervélo Bigla CBT |
| ---------------------------------- | ------------------------------- | ----------------- |
| Num                                | Coureur                         | Pos               |
| 31                                 | Emma Norsgaard Jørgensen (DEN)  | 62e               |
| 32                                 | Ann-Sophie Duyck (BEL)          | DNS-4             |
| 33                                 | Nicole Hanselmann (SUI) (route) | 66e               |
| 34                                 | Clara Koppenburg (GER)          | 31e               |
| 35                                 | Lötta Lepistö (FIN) (route)     | 64e               |
| 36                                 | Cecilie Uttrup Ludwig (DEN)     | 171e              |
| Directeur sportif : Thomas Campana |                                 |                   |

| FDJ-Nouvelle Aquitaine-Futuroscope FUT | FDJ-Nouvelle Aquitaine-Futuroscope FUT | FDJ-Nouvelle Aquitaine-Futuroscope FUT |
| -------------------------------------- | -------------------------------------- | -------------------------------------- |
| Num                                    | Coureur                                | Pos                                    |
| 41                                     | Roxane Fournier (FRA)                  | 18e                                    |
| 42                                     | Coralie Demay (FRA)                    | 43e                                    |
| 43                                     | Eugénie Duval (FRA)                    | 19e                                    |
| 44                                     | Lauren Kitchen (AUS)                   | 53e                                    |
| 45                                     | Moniek Tenniglo (NED)                  | 56e                                    |
| 46                                     | Rozanne Slik (NED)                     | 39e                                    |
| Directeur sportif : Cédric Barre       |                                        |                                        |

| Wiggle High5 WHT               | Wiggle High5 WHT                   | Wiggle High5 WHT |
| ------------------------------ | ---------------------------------- | ---------------- |
| Num                            | Coureur                            | Pos              |
| 51                             | Lisa Brennauer (GER)               | 30e              |
| 52                             | Katie Archibald (GBR)              | AB-2             |
| 53                             | Annette Edmondson (AUS)            | 81e              |
| 54                             | Audrey Cordon (FRA)                | 49e              |
| 55                             | Elisa Longo Borghini (ITA) (route) | 6e               |
| 56                             | Kirsten Wild (NED)                 | 47e              |
| Directeur sportif : Kim Palmer |                                    |                  |

| Cylance CPC                        | Cylance CPC                 | Cylance CPC |
| ---------------------------------- | --------------------------- | ----------- |
| Num                                | Coureur                     | Pos         |
| 61                                 | Giorgia Bronzini (ITA)      | 15e         |
| 62                                 | Jelena Eric (SRB)           | 65e         |
| 63                                 | Sheyla Gutierrez Ruiz (ESP) | AB-5        |
| 64                                 | Rossella Ratto (ITA )       | 23e         |
| 65                                 | Omer Shapira (ISR )         | 32e         |
| 66                                 | Marta Tagliaferro (ITA )    | 69e         |
| Directeur sportif : Manel Lacambra |                             |             |

| Mitchelton-Scott MTS             | Mitchelton-Scott MTS           | Mitchelton-Scott MTS |
| -------------------------------- | ------------------------------ | -------------------- |
| Num                              | Coureur                        | Pos                  |
| 71                               | Jolien D'Hoore (BEL) (route)   | AB-5                 |
| 72                               | Jessica Allen (AUS)            | 73e                  |
| 73                               | Georgia Williams (NZL) (route) | 33e                  |
| 74                               | Gracie Elvin (AUS)             | AB-5                 |
| 75                               | Alexandra Manly (AUS)          | 36e                  |
| 76                               | Sarah Roy (AUS)                | 16e                  |
| Directeur sportif : Martin Vesby |                                |                      |

| Alé Cipollini ALE                       | Alé Cipollini ALE       | Alé Cipollini ALE |
| --------------------------------------- | ----------------------- | ----------------- |
| Num                                     | Coureur                 | Pos               |
| 81                                      | Chloe Hosking (AUS)     | 58e               |
| 82                                      | Marta Bastianelli (ITA) | 54e               |
| 83                                      | Janneke Ensing (NED)    | 24e               |
| 84                                      | Romy Kasper (GER)       | AB-4              |
| 85                                      | Anna Trevisi (ITA)      | AB-4              |
| 86                                      | Soraya Paladin (ITA)    | 13e               |
| Directeur sportif : Fortunato Lacquanti |                         |                   |

| Trek-Drops DRP                 | Trek-Drops DRP           | Trek-Drops DRP |
| ------------------------------ | ------------------------ | -------------- |
| Num                            | Coureur                  | Pos            |
| 91                             | Eva Buurman (NED)        | 8e             |
| 92                             | Elizabeth Holden (GBR)   | 41e            |
| 93                             | Manon Lloyd (GBR)        | DNS-4          |
| 94                             | Abby-Mae Parkinson (GBR) | 28e            |
| 95                             | Hannah Payton (GBR)      | AB-3           |
| 96                             | Abigail van Twisk (GBR)  | AB-2           |
| Directeur sportif : Bob Varney |                          |                |

| WaowDeals# WAD                        | WaowDeals# WAD             | WaowDeals# WAD |
| ------------------------------------- | -------------------------- | -------------- |
| Num                                   | Coureur                    | Pos            |
| 101                                   | Marianne Vos (NED) (route) | 2e             |
| 102                                   | Jeanne Korevaar (NED)      | 38e            |
| 103                                   | Anouska Koster (NED)       | 57e            |
| 104                                   | Pauliena Rooijakkers (NED) | 76e            |
| 105                                   | Danielle Rowe (GBR)        | 3e             |
| 106                                   | Sabrina Stultiens (NED)    | 10e            |
| Directeur sportif : Jeroen Blijlevens |                            |                |

| Hitec Products HPU                      | Hitec Products HPU       | Hitec Products HPU |
| --------------------------------------- | ------------------------ | ------------------ |
| Num                                     | Coureur                  | Pos                |
| 111                                     | Susanne Andersen (NOR)   | 55e                |
| 112                                     | Charlotte Becker (GER)   | NP-5               |
| 113                                     | Simona Frapporti (ITA)   | 80e                |
| 114                                     | Nina Kessler (NED)       | 72e                |
| 115                                     | Ingrid Lorvik (NOR)      | 29e                |
| 116                                     | Vita Heine (NOR) (route) | 37e                |
| Directeur sportif : Tone Lima Hatteland |                          |                    |

| WNT-Rotor WNT                      | WNT-Rotor WNT                 | WNT-Rotor WNT |
| ---------------------------------- | ----------------------------- | ------------- |
| Num                                | Coureur                       | Pos           |
| 121                                | Hayley Simmonds (GBR)         | AB-3          |
| 122                                | Anna Badegruber (AUT)         | AB-4          |
| 123                                | Aafke Soet (NED)              | 78e           |
| 124                                | Natalie Grinczer (GBR)        | 52e           |
| 125                                | Gabrielle Pilote-Fortin (CAN) | 44e           |
| 126                                | Winanda Spoor (NED)           | NP-5          |
| Directeur sportif : Dirk Baldinger |                               |               |

| Virtu TVC                        | Virtu TVC                 | Virtu TVC |
| -------------------------------- | ------------------------- | --------- |
| Num                              | Coureur                   | Pos       |
| 131                              | Barbara Guarischi (ITA)   | 74e       |
| 132                              | Emilie Moberg (NOR)       | 60e       |
| 133                              | Mieke Kröger (GER)        | AB-4      |
| 134                              | Katarzyna Pawlowska (POL) | AB-5      |
| 135                              | Sara Penton (SWE) (route) | 46e       |
| 136                              | Christina Siggaard (DEN)  | 77e       |
| Directeur sportif : Carmen Small |                           |           |

| BTC City Ljubljana BTC           | BTC City Ljubljana BTC        | BTC City Ljubljana BTC |
| -------------------------------- | ----------------------------- | ---------------------- |
| Num                              | Coureur                       | Pos                    |
| 141                              | Eugenia Bujak (POL)           | 7e                     |
| 142                              | Polona Batagelj (SLO) (route) | 22e                    |
| 143                              | Maaike Boogaard (NED)         | 75e                    |
| 144                              | Hanna Nilsson (SWE)           | AB-5                   |
| 145                              | Anastasiia Iakovenko (RUS)    | 11e                    |
| 146                              | Ursa Pintar (SLO)             | 42e                    |
| Directeur sportif : Gorazd Penko |                               |                        |

| Storey STR                       | Storey STR             | Storey STR |
| -------------------------------- | ---------------------- | ---------- |
| Num                              | Coureur                | Pos        |
| 151                              | Rebecca Durrell (GBR)  | 82e        |
| 152                              | Bethany Crumpton (GBR) | 51e        |
| 153                              | Neah Evans (GBR)       | 40e        |
| 154                              | Elizabeth Harris (GBR) | 48e        |
| 155                              | Chanel Mason (GBR)     | 63e        |
| 156                              | Melissa Lother (GBR)   | 61e        |
| Directeur sportif : Paul Freeman |                        |            |

| Valcar-PBM VAL                    | Valcar-PBM VAL                  | Valcar-PBM VAL |
| --------------------------------- | ------------------------------- | -------------- |
| Num                               | Coureur                         | Pos            |
| 161                               | Maria Giulia Confalonieri (ITA) |                |
| 162                               | Chiara Consonni (ITA)           |                |
| 163                               | Dalia Muccioli (ITA)            |                |
| 164                               | Silvia Pollicini (ITA)          |                |
| 165                               | Ilaria Sanguineti (ITA)         |                |
| 166                               | Chiara Zanettin (ITA)           |                |
| Directeur sportif : Davide Arzeni |                                 |                |

Source.

## Organisation

### Prix
L'épreuve crée l'événement en 2018, en instaurant la parité hommes-femmes pour les prix. Elle est ainsi dotée d'un total de 90 000 €. La vainqueur du classement général est récompensée de 14 460 €.